# Долинський Григорій Карпович
Долинський Григорій Карпович герба власного (нар. бл. 1722 — пом. після 1799) — український військовий та державний діяч XVIII століття, поборник автономії Гетьманщини, ніжинський полковий осавул, батуринський підкоморій, член Другої Малоросійської колегії.   

## Біографія
Народився близько 1722 року у родині бунчукового товариша Карпа Долинського, сина батуринського сотника й «дворянина» часів гетьмана Івана Мазепи Якова Івановича Долинського-Сучченка. Почав службу в 1739 канцеляристом при Ніжинській полковій канцелярії, а в 1741 дістав посаду у Генеральній Військовій Канцелярії. 23 вересня 1745 став другим, а 8 березня 1754 — першим ніжинським полковим осавулом, аж до 16 жовтня 1762 по звільненню у званні бунчукового товариша.
Упродовж 1755-60 років Григорій Долинський обіймав посаду головного наглядача над поштою по Київському тракту; зазначалось, що своєю старанною працею й заощадливою політикою він приніс прибутки Малоросійському скарбу до 8000 рублів. 1760 року Григорій Долинський був присутнім спільно з генеральним підскарбієм в експедиції «національнаго Батуринскаго строенія». Наступного року був призначений наглядачем та управителем коронними селами Ніжинського, Гадяцького та Переяславського полків. Надалі виконував обов'язки головного економа гетьмана Кирила Розумовського, а 3 квітня 1764 року став батуринським підкоморієм й на цій посаді пропрацював аж 1779.
Весною 1767 року відбулися вибори представника від шляхетства Ніжинського та Батуринського повітів до імперської Законодавчої комісії. Спершу на з'їзді 29 березня делегатом обрали земського суддю Лаврентія Селецького й склали текст наказу, в якому містилася, зокрема, вимога про обрання нового гетьмана. Остаточний текст вирішили обговорити 28 квітня. Утім, Селецький виявився прихильником президента Малоросійської колегії Петра Рум'янцева й запропонував ухвалити відредагований документ. Жоден із присутніх на з'їзді 55 делегатів не погодився з підставним текстом й замість Селецького послом обрали Григорія Долинського. Дізнавшись про таке «зухвальство», Рум'янцев скасував голосування й наклав на неслухняних виборців чималий штраф у 550 карбованців. Долинського також затримали, оштрафували, позбавили усіх прав й засудили на довічне ув'язнення. Невдовзі російський уряд скасував цей вирок й оголосив амністію. Втім, заява-протест підкоморія та його товаришів проти жорстокого поводження поширилися всією Лівобережною Україною.
Григорій Карпович мужньо тримався під час слідства й суду. На його щастя, Ніжинська справа не завадила службовій кар'єрі. Він продовжив виконувати обов'язки підкоморія, 22 вересня 1779 одержав чин надвірного радника у ранзі сухопутного підполковника, в 1782 був обраний депутатом «къ высочайшему двору», упродовж 1783-84 років входив до складу Другої Малоросійської колегії, щоправда, не одержуючи в останній платні. 22 березня 1784 він був призначений головою верхнього земського суду Новгород-Сіверського намісництва. Дійсний статський радник, в 1787 був вшанований орденом св. Володимира IV ступеня за вислугу на службі. Сенатори Воронцов і Наришкін, відвідуючи доручений Григорію Долинському повіт, виписали йому похвалу; Олександр Безбородько, аристократ з України, що зробив блискучу кар'єру в Санкт-Петербурзі, також зауважував, що він «кращий багатьох інших» урядників.
Долинський мав широкі родинні й особисті зв'язки як в Україні, так і в імперській столиці. Він підтримував близькі стосунки з Кирилом Розумовським, приятелював з родиною Сулим, Опанасом Лобисевичем, навіть примирився з фельдмаршалом Румянцевим. Через літній вік Григорій Карпович провів 1790 рік у домашній відпустці, полишивши обов'язки голови Верхнього Земського Суду на А. Рачинського. Коли стан здоров'я покращився він повернувся на службу, але вже у Чернігові, де працював суддею. На цій посаді Долинський залишався до ліквідації намісництва. Останні роки діяч провів у своєму маєтку у селі Пекарів. Точна дата смерті невідома, але це сталося до 21 березня 1799. Його сім'я жила у Пекареві у новому родовому маєтку до революції 1917 року.

## Сім'я
- Дружина: Марфа Іванівна Лашкевич (пом. до 1783), друга дружина, дочка стародубського міського отамана; вона також вийшла заміж вдруге, в першому шлюбі була за Степана Семеновича Березовського.
- Сини: Іван (1746—1809), Яків, Федір, Григорій, Петро; від другого шлюбу — Олександр.
- Доньки: Олена (від першого шлюбу), Надія та Уляна (від другого шлюбу).